# Marko Primorac
Marko Primorac (né le 25 octobre 1984 à Zagreb) est un économiste et homme politique croate qui occupe les fonctions de ministre des Finances et de vice-Premier ministre. Il a précédemment travaillé comme professeur associé à la Faculté d'économie et de commerce de l'université de Zagreb et a été consultant pour la Banque mondiale.

## Carrière
De 2018 à 2020, il a été conseiller économique de Kolinda Grabar-Kitarović.
En juillet 2022, l'Union démocratique croate l'a désigné comme candidat au poste de ministre des Finances suite à la démission de Zdravko Marić. Le même mois, il prend ses fonctions et rejoint le gouvernement d'Andrej Plenković. Il a conservé ce rôle dans le gouvernement formé en mai 2024, où il est également devenu vice-Premier ministre.